# 千田亮吉
千田 亮吉（ちだ りょうきち、1955年 - ）は、日本の経済学者。明治大学商学部教授、同大学副学長。

## 略歴
埼玉県出身。
埼玉県立浦和高等学校卒業。1979年慶應義塾大学経済学部卒業。1984年同大学院経済学研究科博士課程単位修得退学。
1988年東京国際大学商学部助教授、1989年同経済学部教授、1996年教授。
1999年明治大学商学部教授、2016年より同大学副学長。

## 著書

### 単著
- 『数量経済分析入門』（文眞堂, 1989年）

### 共著
- （佐々波楊子, 浜口登）『貿易調整のメカニズム』（文眞堂, 1988年）
- （増沢俊彦, 友野典男, 水野勝之, 黒木龍, 小林和司）『経済学の世界』（八千代出版, 2004年）
- （浜田文雅, 青木茂男）『企業行動の動学モデル』（多賀出版, 2006年）
- （山本昌弘, 塚原康博）『行動経済学の理論と実証』（勁草書房, 2010年）
- （加藤久和, 本田圭市郎, 萩原里紗）『大学生のための経済学の実証分析』（日本評論社, 2023年）